# Sobralia neudeckeri
Sobralia neudeckeri är en orkidéart som beskrevs av Dodson. Sobralia neudeckeri ingår i släktet Sobralia och familjen orkidéer. Inga underarter finns listade i Catalogue of Life.